# Vasili Záitsev (aviador)
Vasili Aleksándrovich Záitsev (en ruso: Васи́лий Алекса́ндрович За́йцев; Semibratskoe, Imperio ruso, 10 de enero de 1911 - Kolomna, Unión Soviética, 19 de mayo de 1961) fue un as de la aviación soviético que combatió durante la Segunda Guerra Mundial donde recibió dos veces el título de Héroe de la Unión Soviética. Después de la guerra se vio obligado a abandonar el ejército en 1946 debido a las secuelas que le dejó una accidente automovilístico.

## Biografía

### Infancia y juventud
Vasili Záitsev nació el 10 de enero de 1911 en el seno de una familia de campesinos rusos, en Semibratskoe, una pequeña localidad rural ubicada en la gobernación de Moscú, en el Imperio ruso (actualmente situada en el óblast de Moscú en Rusia). Sus padres murieron cuando él y sus hermanos menores eran muy pequeños, por lo que quedó como cabeza de familia. Después de dejar a sus hermanos al cuidado de distintos parientes, comenzó a buscar trabajo, pero enfrentó desafíos debido a que solo tenía cuatro años de escolaridad. En 1927, el comité del Komsomol del distrito de Kolomna lo ayudó a ingresar en la escuela de oficios, donde desarrolló una pasión por la maquinaria y se graduó en 1929. Trabajó en una planta de locomotoras hasta que ingresó en el Ejército Rojo en mayo de 1932.
En diciembre de 1933, después de graduarse en la Escuela de Pilotos de Aviación Militar de Lugansk, se convirtió en piloto en el 16.º Escuadrón de Aviación de Cazas. Tres años más tarde completó su formación como comandante de vuelo en la Escuela de Pilotos de Aviación Militar de Borisoglebsk, después trabajó brevemente como instructor de vuelo. En noviembre de 1939 fue asignado al 42.º Regimiento de Aviación de Cazas. Inicialmente como un simple piloto, allí se convirtió en asistente del comandante de escuadrón y fue ascendido nuevamente en enero de 1941 cuando la unidad tenía su base en Vilinus. Hasta un poco más tarde ese mismo año, cuando su unidad fue enviada para  entrenarse en el manejo de los nuevos aviones LaGG-3, la unidad estaba equipada con cazas I-153, que ya estaba obsoletos al inicio de la Segunda Guerra Mundial.

### Segunda Guerra Mundial
En julio de 1941, poco después del inicio de la invasión alemana de la Unión Soviética, Zaitsev estuvo en la primera línea de combate. El escuadrón bajo su mando fue transferido al grupo de aviación mixta del coronel Zotov más tarde ese mismo mes. Durante la batalla de Smolensk permaneció como comandante de escuadrón. Poco después pasó a ser ascendido a navegante de regimiento del 129.º Regimiento de Aviación de Cazas, que se convirtió en el 5.º Regimiento de Aviación de Cazas de Guardias al recibir la designación honorífica de guardias en diciembre. Al final de la guerra, la unidad había derribado más aviones enemigos que cualquier otro regimiento de la Fuerza Aérea Soviética.
Zaitsev se convirtió en un as de la aviación en septiembre de 1941, después de derribar cinco aviones enemigos, y en enero de 1942 fue nominado para su primera Estrella de Oro de Héroe de la Unión Soviética por participar en 46 combates aéreos y derribar doce aviones enemigos. El recuento indicado por su hoja de nominación al premio señalaba que tuvo el segundo número más alto de derribos en 1941 de cualquier piloto soviético, con Borís Safónov en primer lugar. En septiembre de 1942 fue ascendido a comandante de su regimiento y ese mismo año volvieron a entrenarse para volar aviones La-5. A pesar de su alto puesto como comandante de regimiento, continuó realizando salidas de combate y, al hacerlo, acumuló más victorias aéreas. Finalmente, en agosto de 1943, había realizado casi 300 salidas y obtenido veintidós derribos, por los que fue nominado y luego recibió su segundo título de Héroe de la Unión Soviética el 24 de agosto de 1943. Con el transcurso del tiempo, muchos más pilotos en su regimiento recibieron el título, incluido Vitali Popkov, quien lo recibió dos veces. Durante su mandato como comandante del regimiento, se aseguró de volar en combates aéreos simulados con los nuevos pilotos, y el comandante de la Fuerza Aérea, el mariscal Aleksandr Nóvikov le proporcionó un avanzado avión de entrenamiento Yakovlev UT-2.
Resultó gravemente herido en un combate aéreo el 5 de noviembre de 1943 después de verse obligado a esquivar a dos cazas enemigos y aterrizar boca abajo en un campo. Después de permanecer en un hospital de Moscú durante varios meses, regresó al frente en marzo de 1944, pero no en su antiguo puesto sino como subcomandante de la 11.ª División de Aviación de Cazas de la Guardia. Dejó la unidad un mes antes de que terminara la guerra para convertirse en el subcomandante del 2.º Cuerpo de Aviación de Asalto de la Guardia.
Durante la guerra, voló en numerosas batallas aéreas sobre los cielos de muchas ciudades importantes y áreas estratégicamente importantes, como Smolensk, Stalingrado, Voroshilovgrado, Járkov, Bélgorod, Dombás, Dnepropetrovsk, Kursk, Dniéper y Dresde, acumulando más de 323 salidas de combate. El desglose exacto de su cuenta no está claro; El historiador británico George Mellinger le atribuye treinta y cuatro victorias aéreas en solitario y diecinueve compartidos, pero las estimaciones de los historiadores rusos son más bajas, así por ejemplo Andréi Simonov y Nikolái Bodrikhin le atribuyen diecinueve o veintisiete derribos en solitario y uno compartido.

### Posguerra

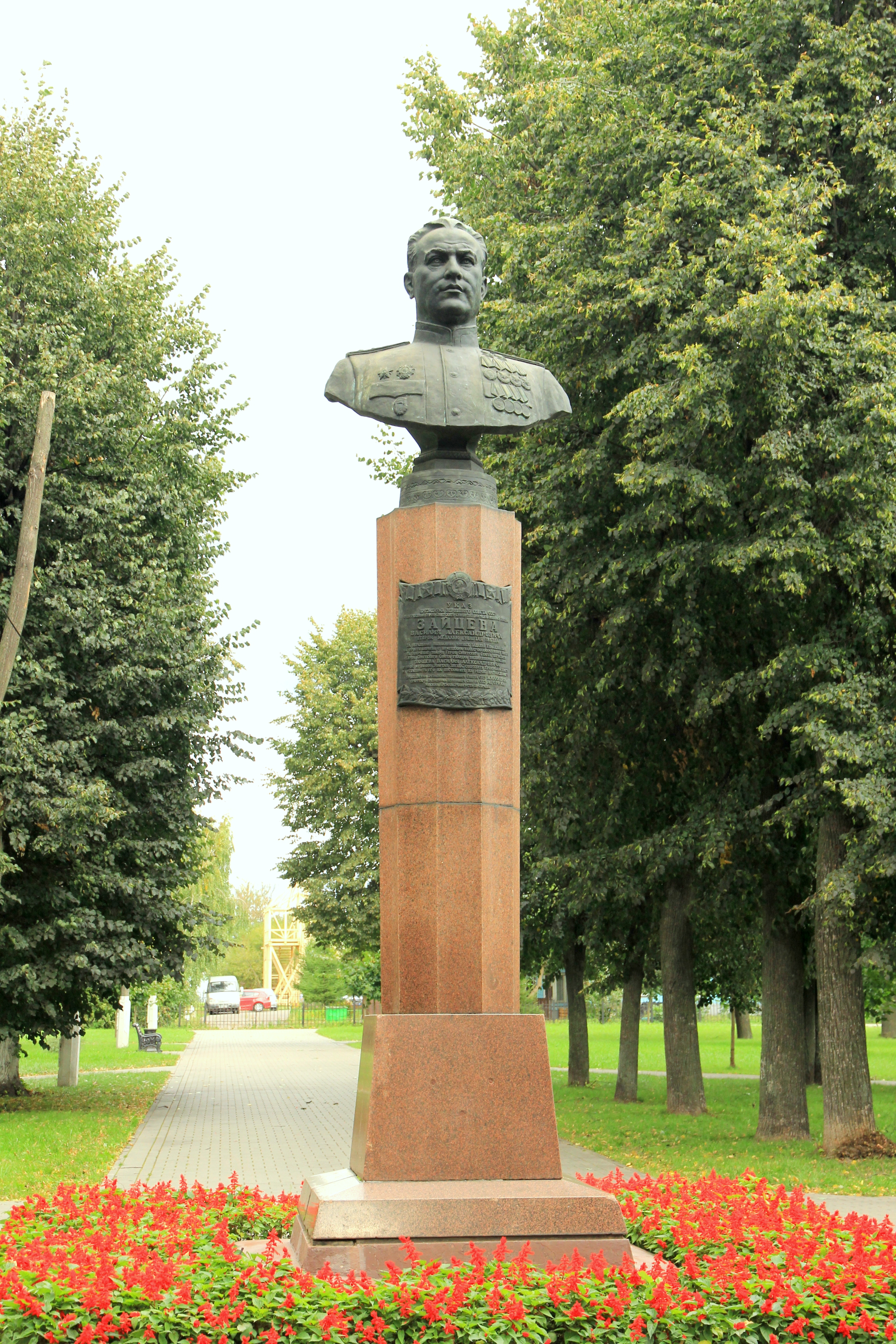
Busto conmemorativo de Vasili Zaitsev en la ciudad de Kolomna (Rusia)

Debido a un accidente que sufrió el 2 de octubre de 1945 en el que un camión embistió el coche en el que viajaba de pasajero, sufrió una grave fractura en una pierna. A pesar de verse obligado a permanecer en el hospital durante mucho tiempo con una pierna enyesada, no se recuperó del todo y acabó retirándose del servicio activo con el grado de coronel en septiembre de 1946 a causa de la lesión. Luego regresó a su ciudad natal, donde dirigió el club de vuelo de Kolomna de 1947 a 1953 y fue director de la fábrica de neumáticos local de 1957 a 1959.
Murió poco después, el 19 de mayo de 1961, y fue enterrado en el cementerio local.

## Condecoraciones
A lo largo de su vida militar, Vasili Záitsev recibió las siguientes condecoraciones
|  | Héroe de la Unión Soviética, dos veces (5 de mayo de 1942 y 24 de agosto de 1943)                       |
|  | Orden de Lenin (5 de mayo de 1942)                                                                      |
|  | Orden de la Bandera Roja, tres veces (3 de noviembre de 1941, 28 de marzo de 1943 y 18 de mayo de 1945) |
|  | Orden de Bohdán Jmelnitski de 2.do grado (27 de junio de 1945)                                          |
|  | Orden de la Guerra Patria de 1.er grado (16 de octubre de 1944)                                         |
|  | Medalla por el Servicio de Combate (3 de noviembre de 1944)                                             |
|  | Medalla por la Victoria sobre Alemania en la Gran Guerra Patria 1941-1945                               |
|  | Medalla por la Conquista de Berlín                                                                      |
|  | Medalla por la Liberación de Praga                                                                      |
|  | Medalla Conmemorativa del 800.º Aniversario de Moscú                                                    |